# Henri de Brunswick-Dannenberg
Henri (4 juin 1533 – 19 janvier 1598, Dannenberg) est duc de Brunswick-Lunebourg de 1559 à sa mort.

## Biographie
Deuxième fils d'Ernest Ier de Brunswick-Lunebourg et de Sophie de Mecklembourg-Schwerin, Henri gouverne la principauté de Lunebourg conjointement avec son frère Guillaume après la mort de leur frère aîné François-Othon en 1559. Il ne peut obtenir la division du Lunebourg, mais obtint en compensation de sa renonciation au gouvernement la principauté de Dannenberg. Toutefois, Henri ne détient pas de pouvoir réel dans sa principauté, encore sous l'autorité de la principauté de Lunebourg.
À sa mort, son fils aîné Jules-Ernest lui succède à la tête du Dannenberg. Lors du décès le 11 août 1634 de son lointain cousin Frédéric-Ulrich de Brunswick-Wolfenbüttel, son dernier fils, Auguste, hérite alors de la principauté de Brunswick-Wolfenbüttel, sur laquelle règneront ses descendants jusqu'en 1884.

## Descendance
En 1569, Henri épouse Ursula de Saxe-Lauenbourg (de) (1545-1620), fille du duc François Ier de Saxe-Lauenbourg. Sept enfants sont nés de cette union :
- Jules-Ernest (1571-1636), duc de Brunswick-Dannenberg ;
- François (1572-1601), prévôt de Strasbourg ;
- Anne-Sophie (1573-1574) ;
- Henri (1574-1575)
- Sibylle-Élisabeth (1576-1630), épouse le comte Antoine II d'Oldenbourg-Delmenhorst ;
- Sidonie (1577-1645) ;
- Auguste (1579-1666), duc de Brunswick-Wolfenbüttel.